# 알티스피낙스
알티스피낙스는 백악기 전기 발랑쟁절 영국에서 살았던 육식룡류에 속하는 수각류 공룡이다. 속명의 뜻은 '높은 척추'이다.

## 특징
우선 알티스피낙스는 몸길이는 8m 되는 것으로 보고있으나 현재는 더 줄은 것으로 추정된다. 등에 달린 약 35cm 정도 되는 척추는 아크로칸토사우루스, 이크티오베나토르의 것과 유사하며 복원사는 콘카베나토르와 유사하게 그려지는 경우도 있다.

## 연구사
1850년대쯤 워드허스트클레이층(Wadhurst Clay Formation)에서 긴 척추 표본이 발견되었다. 이것들은 1856년에 그것들을 보고한 고생물학자 리처드 오언에게 보내졌다. 오언은 주요 표본의 조셉 딘켈(Joseph Dinkel)이 만든 석판화를 가지고 있었는데 그것은 매우 높은 가시가 있는 일련의 3개의 등 척추뼈로 그 이미지는 1884년판에서도 보여졌다. 영국 파충류 화석에 대한 그의 표준 연구 1855권 중 화석이 1884년에 가깝게 회수되었다는 오해를 불러일으켰으며 표본을 언급한 오언은 메갈로사우루스는 척추뼈가 어깨 부분의 일부라고 생각했으며 1853년에 벤저민 워터하우스 하우킨스(Benjamin Waterhouse Hawkins)에게 수정에 있는 실물 크기의 메갈로사우루스 조각품 뒷면에 혹을 넣도록지시하면서 이미 발견 사실을 알고 있었을 것으로 추정되고있다.
현재 NHMUK R1828로 분류된 화석은 웰던층(Wealden Group)에서 발견되었다. 일련의 3개의 후방 등쪽 척추로 구성되며 오언은 또한 2개의 오른쪽 갈비뼈 결절과 각각 2개의 등쪽 척추 중심의 2개의 추가 시리즈의 존재를 보고하였다. 올세브스카이(Olshevsky)는 정기준표본이 여덟 번째, 아홉 번째, 열 번째 등쪽 척추뼈를 나타낸다고 생각하였다. 그러나 이후의 연구자들은 그것들을 10번째, 11번째 및 12번째라고 가정하였다.
1888년 리처드 라이데커는 이 척추뼈 를 독일에서 발견된 단일 치아로 대표되는 백악기 종인 메갈로사우루스 둔케리( Megalosaurus dunkeri ) 라고 하는 자료와 비교하였다. 1923년에 프라이드리치 본 후에네(Friedrich von Huene)는 메갈로사우루스 둔케리(M. Dunkeri)를 별도의 종으로 명명하였다. 그는 3개의 척추뼈를 이 속의 기초로 사용하여 이들이 메갈로사우루스와 다르다는 점에 주목하고 외형에 따라 알티스피낙스라는 별도의 속으로 명명하며 이후의 많은 연구자들은 메갈로사우루스 둔케리종이 따라서 새로운 속명인 알티스피낙스 둔케리로 명명되었다고 결론지었다.

## 대중 매체
- 디노마키아에서 4성 가위 공룡으로 등장한다.
- 카르노사우르 소설판에서도 등장한다.

## 같이 보기
- 공룡
- 카르노사우루스하목